# Власть ключей
Власть ключей (лат. Potestas clavium) в христианстве — священное право священников отдавать распоряжение, требующее беспрекословного исполнения. Главным образом это касается права исповедовать, отпускать грехи и налагать церковные наказания. Источник этой власти указан в Евангелиях (16:19). В православии власть ключей трактуется как право священников отправлять таинство. Православный священник — не наместник, но посредник между Богом и верующими, чтобы, с одной стороны, приносить Богу жертвы верующих, с другой — сообщать им благодатные дары от Бога. В католицизме власть ключей означала абсолютную власть на земле как наместника Бога, что отразилось в гербе Ватикана. В лютеранстве власть ключей либо отвергается («95 тезисов»), либо полагается всем верующим («К христианскому дворянству немецкой нации»), причём под ней понимаются исключительно права проповедовать Евангелие, исправлять или сдерживать грехи и управлять таинствами (Аугсбургское исповедание XXVIII, 5—6).